# Zeta One
Pour plus de détails, voir Fiche technique et Distribution.
Zeta One est une comédie de science-fiction érotique britannique réalisée en 1969 par Michael Cort.

## Synopsis
Une expédition de femmes venues d'une autre dimension et dirigée par la reine Zeta vient sur Terre afin de récupérer la semence qui permettra de repeupler leur planète. Mais les services secrets veillent et vont tenter de contrarier les projets des belles extraterrestres

## Fiche technique
- Réalisateur : Michael Cort
- Producteurs : George Maynard, Tony Tenser
- Scénario : Michael Cort, Alistair McKenzie
- Musique : Johnny Hawksworth
- Photographie : Jack Atchelor
- Date de sortie :  Royaume-Uni : décembre 1969
- Métrage : 86 minutes
- Pays :  Royaume-Uni
- Genre : Science-fiction, érotisme

## Distribution
- James Robertson Justice : Major Bourdon
- Charles Hawtrey : Swyne
- Robin Hawdon : James Word
- Anna Gaël : Clotho
- Dawn Addams : Zeta, la reine de Angvia
- Brigitte Skay : Lachesis
- Valerie Leon : Atropos
- Lionel Murton : W
- Yutte Stensgaard : Ann Olsen
- Wendy Lingham : Edwina 'Ted' Strain, la stripteaseuse
- Carol Hawkins : Zara
- Rita Webb : Clippie
- Steve Kirby : Sleth
- Paul Baker : un assistant de Bourdon
- Angela Grant : Angvia Girl
- Kirsten Betts : Angvia Girl

## Autour du film
- Zeta One a été le premier film tourné aux Camden Studios, qui était autrefois une usine de papier peint dans le nord de Londres
- L'intrigue du film était basée sur une histoire courte de bande dessinée dans le magazine Zeta .
- Le directeur artistique Christopher Neame a conçu les décors du film.
- Le film a été produit et distribué par la société indépendante Tigon Films dirigée par Tony Tenser.
- Le film a été diffusé aux Etats-Unis sous le titre : Alien Women the Love Factor